# José Miguel de Velasco
Pour les articles homonymes, voir Velasco.
José Miguel de Velasco Franco, né le 29 septembre 1795 à Santa Cruz de la Sierra où il est mort le 13 octobre 1859, est un homme d'État et militaire qui est à différentes reprises président de la Bolivie.
Major général de l'armée du général José de San Martin dans la campagne de libération du Pérou, il a pris part à la bataille de Junín et d'Ayacucho.
Il est le premier président à diriger le pays quatre fois, en 20 ans. Il est président du 2 août au 18 décembre 1828, du 1er janvier au 24 mai 1829, du 22 février 1839 au 10 juin 1841 et enfin du 18 janvier au 6 décembre 1848. 
Il est impliqué tout au long de sa vie dans la vie politique bolivienne et est le protagoniste de deux des trois moments les plus instables du pays. Il a participé à plusieurs soulèvements et avait comme rivaux politiques José Ballivián et Manuel Isidoro Belzu. Après la chute du maréchal Santa Cruz en 1839, il participe à l'effondrement de la Confédération péruvio-bolivienne, rétablit le régime présidentiel en Bolivie et se fait élire président pour un troisième mandat. 
José Miguel de Velasco fut une figure clé qui donna une continuité à un système politique dans lequel il joua le rôle de président par intérim trois fois sur les quatre où il occupa le poste suprême du pays. Au cours de son troisième mandat, il adopta une nouvelle constitution.

## Premières années
Fils de Ramón Gonzáles de Velasco et de Petrona Franco. Militaire, il est quatre fois président provisoire de la république (1828, 1829, 1829-1841 et 1848). Il occupe le poste de vice-président sous le mandat d'Andrés de Santa Cruz.
Pendant toute sa vie, il s'implique dans la vie politique bolivienne et est un acteur majeur lors des grands moments d'instabilité que connait le pays à son époque. Il participe à de nombreux soulèvements et eut comme rivaux politiques : José Ballivián et Manuel Isidoro Belzu. Après la défaite et l'exil d'Andrés de Santa Cruz en 1839, il félicita le général chilien Manuel Bulnes pour sa victoire à la bataille de Yungay contre l’armée confédérée péruano-bolivienne.

## Indépendance de la Bolivie
De 1809 à 1825, ce n'est pas seulement la Bolivie qui fait la guerre pour obtenir son indépendance mais toute l'Amérique du Sud, de nombreuses guerres se déroulent sur tout le continent. Sous l'impulsion des Libertadors tels que Simón Bolívar, Antonio José de Sucre, José de San Martín, Bernardo O'Higgins et José Gervasio Artigas, les pays d'Amérique du Sud obtiennent leur indépendance. Celle de la Bolivie est proclamée le 6 août 1825 après la victoire de Sucre à la bataille d'Ayacucho, le 9 décembre 1824. La constitution bolivienne est écrite par Simón Bolívar et pour lui faire honneur, le pays prend le nom de Bolivie le 11 août 1825.

## Présidences (1828-1848)

### Premier et deuxième mandat
L'indépendance du pays ne rétablit cependant pas la stabilité politique. En effet, le second président de Bolivie, Antonio José de Sucre, élu le 29 décembre 1825, est expulsé du pays alors qu'il est au pouvoir depuis seulement deux ans. Lui succède alors le personnage le plus marquant de l'histoire bolivienne, le maréchal Andrés de Santa Cruz.
Après avoir servi dans l'armée espagnole, il rejoint la cause indépendantiste et sert sous Sucre pendant la campagne d'Équateur (bataille de Pichincha) puis il participe aux campagnes du Pérou et livre la bataille de Zepita (es). Intrigant, ambitieux il a de grands projets pour la Bolivie, dont il compte faire la principale puissance régionale. À cette fin, il s'immisce dans les guerres civiles qui déchirent le Pérou et finit par envahir purement et simplement ce pays, qu'il fait fusionner avec la Bolivie le 9 mai 1837 dans le cadre de la Confédération péruano-bolivienne, dont il se décerne le titre de protecteur suprême.

### Troisième mandat

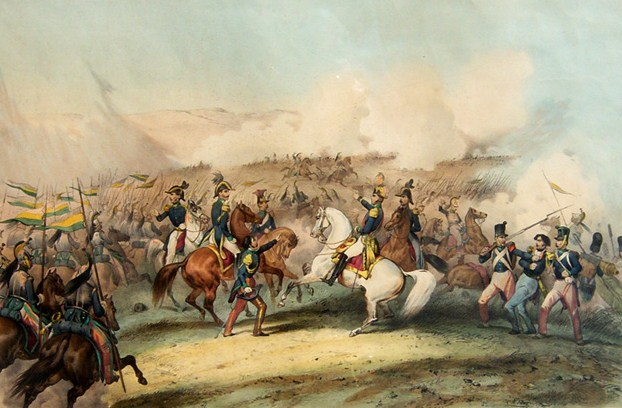
Bataille d'Ingavi.

Cette Confédération est perçue comme une menace par l'Argentine et le Chili qui décident d'y mettre un terme manu-militari. Les armées argentines sont battues par les troupes boliviennes commandées par le général d'origine allemande Otto Philipp Braun, quant à la première expédition chilienne, elle est contrainte de capituler en rase campagne. La Confédération triomphe et cette période est considérée comme la plus faste et la plus glorieuse de l'histoire bolivienne sur le plan géopolitique. En effet, pour la première et la dernière fois de son histoire, la Bolivie est la puissance majeure de la région.
Cependant, une seconde expédition chilienne, appuyée par des opposants péruviens remporte la bataille décisive de Yungay en 1839, provoquant l'effondrement définitif de la Confédération. Renonçant à ses rêves de grandeurs, Santa Cruz part en exil et ne reviendra jamais en Bolivie.
Le 26 septembre 1841, José Ballivián incite les garnisons de La Paz à se prononcer en sa faveur mais alors qu’il se croit président, se produit l’invasion du pays par l’armée péruvienne sous le commandement du général Agustín Gamarra. Devant cette menace, Velasco met de côté ses aspirations personnelles et associe ses forces avec celles de son ennemi politique José Ballivián, pour lutter l’envahisseur qui est repoussé lors de la bataille d'Ingavi, le 18 novembre 1841.
La débâcle de la Confédération est suivie par une période de chaos politique dont profite le Pérou pour envahir à son tour la Bolivie. Le danger est écarté par José Ballivián qui écrase les envahisseurs à la bataille d'Ingavi. Il devient président de la Bolivie jusqu'en 1847 et offre au pays une période de stabilité et de répit.

### Quatrième mandat
En 1847, il se rebelle contre Ballivián, qui lui inflige une défaite à la bataille de Vitichi le 7 novembre. Cependant, devant la rébellion concomitante du général Belzu, Ballivián renonce au pouvoir et se retire de la vie politique. Velasco devient alors président et Belzù ministre de la guerre.
L'entente entre les deux hommes ne dure pas et Belzu se rebelle contre son ancien allié qu'il bat militairement à la bataille de Yamparáez le 6 décembre 1848 et chasse du pouvoir. 

## Sources
- Robert L. Scheina, Latin's America's Wars, the age of the Caudillo, 1791-1899, Brassey's Inc., Dulles, Virginie, 2003,  (ISBN 1-57488-450-6)